# Charles Owen Hobaugh
Charles Owen Hobaugh (Bar Harbor, Maine, 1961. november 5. –) amerikai mérnök, űrhajós, ezredes.

## Életpálya
1984-ben a Haditengerészeti Akadémián (USAF Academy) repülőmérnöki oklevelet szerzett. 1987-ben repülőgép vezetői jogosítványt szerzett. Szolgálati repülőgépe a AV–8B Harrier volt. Előbb Japánban, majd az Öbölháborúban az USS Nassau (LHA–4) fedélzetén szolgált. 1991-ben tesztpilóta kiképzésben részesült. A Strike Aircraft Test Igazgatóság ASTOVL/Jast/JSF program igazgatója. Teszt repülőgépei az AV–8B, YAV–8B, A–7E, F–18 és a T–2 Buckeye voltak. 1994-ben az University of Tennessee Space Institute keretében megvédte diplomáját. Több mint 5000 órát töltött a levegőben, több mint 40 különböző repülőgépet és változatait repülte/tesztelte. Repülőgép-anyahajón több mint 200 fedélzeti leszállást hajtott végre.
1996. május 1-től a Lyndon B. Johnson Űrközpontban részesült űrhajóskiképzésben. Három űrszolgálata alatt összesen 36 napot, 7 órát és 47 percet (871 óra) töltött a világűrben. Űrhajós pályafutását 2011. szeptember 23-án fejezte be. 2011-től a FedEx McDonnell Douglas MD–11 repülőgépének első tisztje.

## Űrrepülések
- STS–104, a Atlantis űrrepülőgép 24. repülésének pilótája. A küldetés során szállították a Quest zsilipkamrát, amit a Canadarm2 segítségével csatlakoztattak a Nemzetközi Űrállomáshoz (ISS). Első űrszolgálata alatt összesen 12 napot, 18 órát és 35 percet (306 óra) töltött a világűrben. 8 500 000 kilométert (5 300 000 mérföldet) repült, 200 alkalommal kerülte meg a Földet.
- STS–118, a Endeavour űrrepülőgép 20. repülésének pilótája. A Nemzetközi Űrállomáshoz (ISS) vezető 22. Space Shuttle misszió – mely egyben a 150. amerikai emberes űrutazás. A Canadarm (RMS) manipulátor kar kezelésével elhelyezték és beüzemelték a szállított napelemtartó rácselemeket. Kirakták a 2,3 tonnányi eszközutánpótlást, átpakolták az 1,4 tonnányi hulladékot. Ellenőrizték az űrsikló hőpajzsát. Második űrszolgálata alatt összesen 12 napot, 17 órát, 55 percet és 34 másodpercet (306 óra) töltött a világűrben. 8 500 000 kilométert (5 274 977 mérföldet) repült, 202 kerülte meg a Földet.
- STS–129, az Atlantis űrrepülőgép 31., repülésének parancsnoka. Személyzet csere, az űrállomás külsejére szerelhető eszközök és pótalkatrészek szállítása az ExPRESS Logistics Carrier 1 (ELC1) és az ExPRESS Logistics Carrier 2 (ELC2) segítségével a Nemzetközi Űrállomásra. Az Atlantis fedélzetén repül az épülés alatt álló Dragon űrhajó kommunikációs rendszere is, melyet a repülés során teszteltek. Harmadik űrszolgálata alatt összesen 10 napot, 19 órát, 16 percet (259 óra) töltött a világűrben. 7 226 177 kilométert (4 490 138 mérföldet) repült, 171 kerülte meg a Földet.